# ダニエル・エイメン
ダニエル・エイメン(Daniel Gregory Amen、1954年 - )は、アメリカの精神科医で、脳障害の専門家でありエイメン・クリニックの所長であり、ニューヨーク・タイムズ・ベストセラーの作家である。
エイメン・クリニックは注意欠陥・多動性障害 (ADHD) や他の障害の患者のための医療を提供している。そこではエイメンによる実験として、彼の主張するこれらの障害の下位分類を同定する診断ツールとして単一光子放射断層撮影 (SPECT) が用いられている。しかし、エイメンによる精神医学と神経学の診断を補助するSPECTスキャンの使用は、立証されていない主張に基づいており広く批判されている。

## 若年期と教育
エイメンは1954年にアメリカのカルフォルニア州エンシノにて、レバノン系移民の両親のもとに生誕する。1978年に、バンガード大学サザンカリフォルニア校にて生物学の学位を取得する。1982年にオーラル・ロバーツ大学の医学部で博士号を取得後、ワシントンD.C.にあるウォルターリード陸軍病院にて一般的な精神医学の訓練を、ホノルルのトリプラー陸軍病院にて児童精神医学の訓練を受ける。エイメンは核医学教育研究所から放射性物質のライセンスを取得するための200時間の訓練を満了し、その後、スキャン読み取りにおける臨床監督された1,000時間が費やされている。

## 事業活動
エイメンは6つのエイメン・クリニックの最高経営責任者で医長である。

### SPECTスキャン
エイメンは、人の脳の活動を比較して健康的なモデルを知るために、単一光子放射断層撮影、SPECTと呼ばれる脳活動のスキャンを臨床において使用している。エイメンは、ケースに応じて医薬品や非医薬品の治療の流れを処方している。また前後比較のためのSPECTスキャンが行われ、治療がうまくいっているかを評価していると主張されている。エイメン・クリニックは神経精神医学のための、世界最大の脳機能スキャンのデーターベースを持っていると主張している 。2009年現在、エイメンは170万ドルの推定費用で5万人をスキャンしたと述べている。
核医学・分子イメージング学会のJohn Seibylは、SPECTが精神医学的な障害を診断するために役立たず、そこに議論もないことを主張している。2012年のアメリカ精神医学会のレビューは、神経画像研究には、「個々の患者を診断したり治療するための著しい影響はまだない」ことを見出してる。またレビューは、神経画像研究が「精神医学的な病気の存在に関して、個々のケースを正しく分類するための、十分な感度と特異度を提供していない」と記している。アメリカ精神医学会は、「手に入る証拠は、子どもや若者の精神医学的障害を臨床的に診断あるいは治療するための脳画像の使用を裏付けていない」と結論している。認知神経科学の研究者マーサ・ファラーと心理学者S. J. Gillihanによると、SPECTによる診断は「時期尚早かつ未証明」として実験に基づいた検証がないため、広く非難にさらされることになった。

### 倫理
未証明の主張に基づいたSPECTスキャンの販売の医療倫理について疑問が持ち上がっている。神経科学教授のマーサ・ファラーは、そのような使用は「利益は生むが証明はされていない」と呼びかけており、また「多くは子供である何万人もが、多くの専門家の助言に反して、SPECTスキャンの被ばくにさらされ、数千ドルを支払ってきた」と述べている。心理学教授のアービング・カーシュは、エイメンの理論を広め利益を得る前に、査読された名高い雑誌にて科学的に実証することが倫理的に行われるべきであり、さもなければ怪しげなセールスマンに成り下がっていると述べている。
2011年の論文で神経科学者のアンジャン・チャタジーは、エイメン・クリニックのウェブサイトに、結婚生活に問題のある夫婦と、衝動的な攻撃性を持つ子供の事例を見つけ、その例について標準治療に反しており、通常の臨床診断は十分されているだろうし、診断の目的で脳機能イメージングをする理由がないことを記している。多くの患者は、SPECTスキャンが証明されていない主張に基づいていることを理解していない。

## 著書
- ダニエル・G.エイメン 著、廣岡結子 訳『愛と憂鬱の生まれる場所』はまの出版、2000年。ISBN 4-89361-295-6。 Change Your Brain, Change Your Life: The Breakthrough Program for Conquering Anxiety, Depression, Obsessiveness, Anger, and Impulsiveness. (1999). ISBN 9780748114689
- ダニエル・エイメン、リサ・ラウス 著、ニキ・リンコ 訳『脳画像でみる「うつ」と「不安」の仕組み』花風社、2004年。ISBN 4-907725-60-4。Amen and Lisa C. Routh (2004). Healing Anxiety and Depression. ISBN 0425198448
- ダニエル・G.エイメン 著、早川直子 訳『元気な脳をとりもどす』日本放送出版協会、2006年。ISBN 4-14-081163-3。 Making a Good Brain Great: The Amen Clinic Program for Achieving and Sustaining Optimal Mental Performance. (2006). ISBN 9781400082094
- ダニエル・G. エイメン 著、上原昌子 訳『「健康」は、脳が99%決める。』イースト・プレス、2012年。ISBN 978-4-7816-0756-6。 Change Your Brain, Change Your Body: Use Your Brain to Get and Keep the Body You Have Always Wanted. (2010). ISBN 9780748124046
- The Brain in Love: 12 Lessons to Enhance Your Love Life. (2009). ISBN 9780307587893
- Magnificent Mind at Any Age: Natural Ways to Unleash Your Brain's Maximum Potential. (2009). ISBN 9780307339102
- The Amen Solution: The Brain Healthy Way to Get Thinner, Smarter, Happier. (2011). ISBN 9780307463616
- Unleash the Power of the Female Brain. (2013). ISBN 9780307888945